# (458) Hercinia
(458) Hercinia es un asteroide perteneciente al cinturón de asteroides descubierto el 21 de septiembre de 1900 por Friedrich Karl Arnold Schwassmann y Maximilian Franz Wolf desde el observatorio de Heidelberg-Königstuhl, Alemania.
Está nombrado por Hercinia, una antigua región montañosa del centro de Europa.